# Ръждивоврата овесарка
Ръждивовратата овесарка (Zonotrichia capensis) е вид птица от семейство Овесаркови (Emberizidae).

## Разпространение
Видът е разпространен в Аржентина, Аруба, Боливия, Бразилия, Венецуела, Гватемала, Гвиана, Доминиканската република, Еквадор, Колумбия, Коста Рика, Кюрасао, Мексико, Панама, Парагвай, Перу, Салвадор, Суринам, Уругвай, Френска Гвиана, Хаити, Хондурас и Чили.